# Muzeum Ľudovíta Štúra w Modrej
Muzeum Ľudovíta Štúra w Modrej (słow. Múzeum Ľudovíta Štúra v Modre) – muzeum twórczości Ľudovíta Štúra znajdujące się w Modrej na Słowacji.
Muzeum powstało w 1965 z celem gromadzenia wszystkich pozostałości po Ľudovície Štúrze oraz jego wkładu w słowackie odrodzenie narodowe. 1 stycznia 2006 roku decyzją Ministerstwa Kultury Republiki Słowackiej muzeum zostało włączone do Słowackiego Muzeum Narodowego w Bratysławie i odłączone od Biblioteki Narodowej Słowacji w Martinie. W budynku znajdują się także Muzeum Słowackiej Rzeźby Ceramicznej oraz Galeria Ignaca Bizmayera.